# 余英生
余英生（1945年11月—），男，湖南岳阳人。中华人民共和国政治人物。1971年加入中国共产党。中国人民大学农业经济系毕业。

## 生平
余英生出生于岳阳县筻口镇新安村，曾任中共岳阳地委党校教研室主任。1983年出任中共岳阳地委委员、宣传部长:23，1986年，升任中共岳阳市委副书记:29，期间在1992年至1993年兼任岳阳楼沿湖综合开发区管委会主任:490。后当选为岳阳市人大常委会主任，直到1995年离职:544。
1995年，余英生来到娄底地区，出任该地区党委书记:1674，1999年，娄底撤地建市，余氏成为首任市委书记。2000年4月任湖南省农业厅厅长，2006年，他因年龄原因退居二线，不再担任农业厅厅长，改任中共湖南省委督办专员。2010年正式退休。